# Chiarissimo I de' Medici

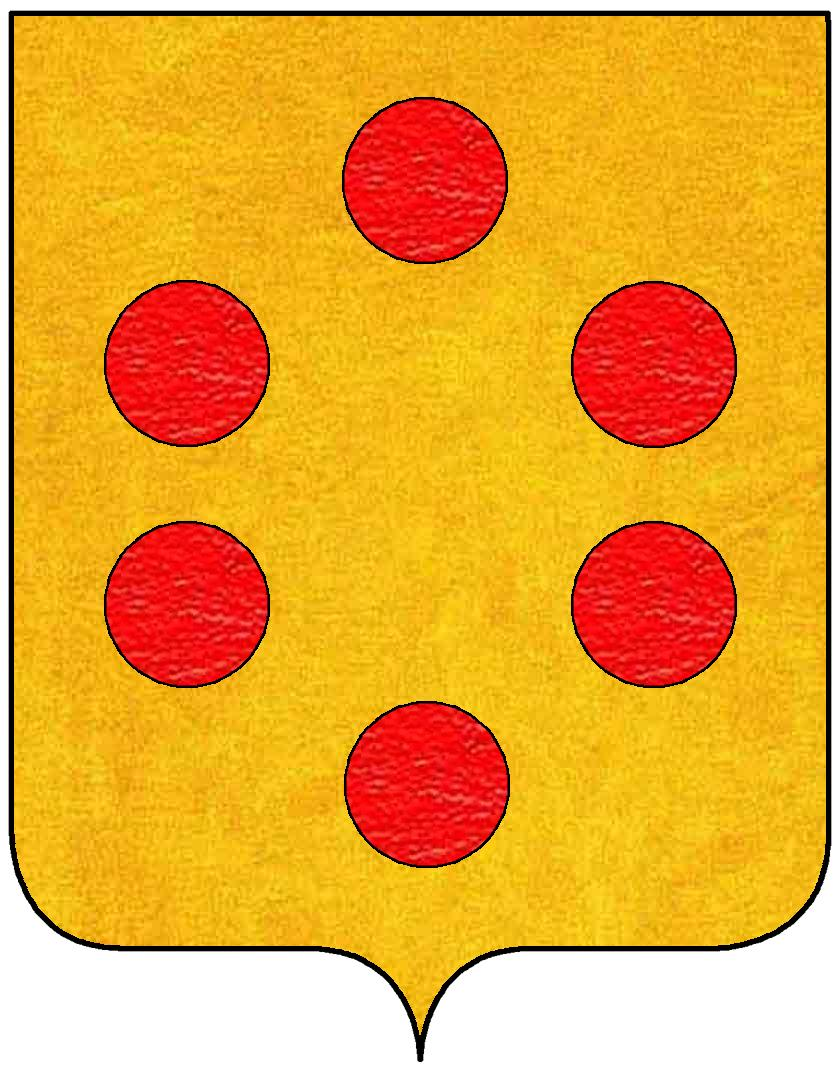
Arma antica dei Medici

Chiarissimo I de' Medici (1167 circa – 1210) è stato un politico italiano, dal quale discendono i rami principali della famiglia Medici.

## Biografia

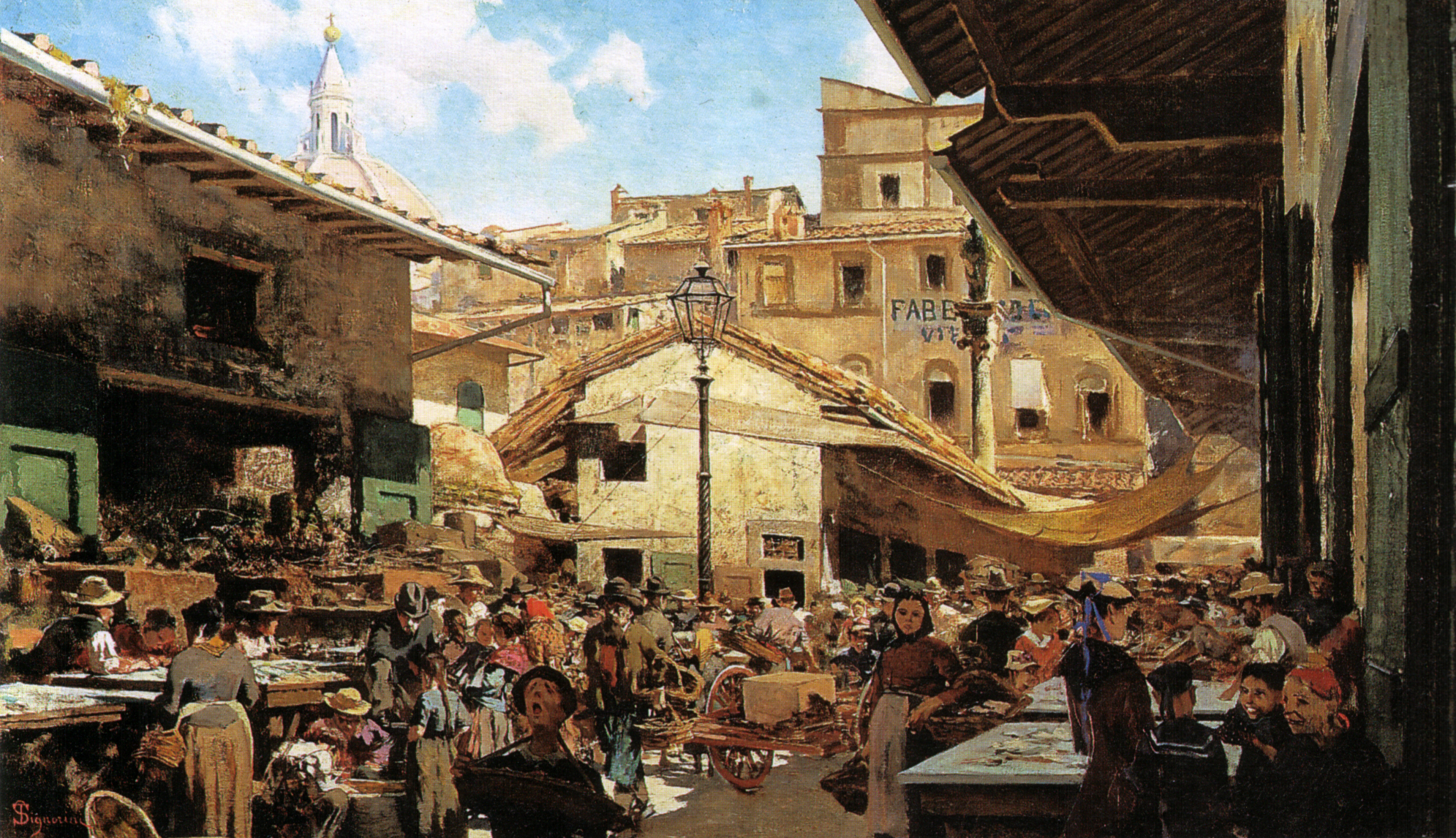
Telemaco Signorini, Mercato Vecchio a Firenze, 1882-1883

Figlio di Giambuono, ritenuto il capostipite del casato dei Medici, fu membro del Consiglio della Città di Firenze, dove possedeva varie case e torri nel Mercato Vecchio.
Nel 1201 fu tra coloro che stipularono un'alleanza tra senesi e fiorentini per la conquista di Semifonte (località nei pressi di Petrognano), potente città fortificata della Valdelsa nelle mani di Alberto degli Alberti, che Firenze volle punire per le sue mire espansionistiche radendola al suolo.

## Discendenza
Ebbe un figlio, Filippo, che sposò Alessia Grimaldi di Genova.